# サイレン (ロキシー・ミュージックのアルバム)
『サイレン』（Siren）は、ロキシー・ミュージックが1975年に発表したアルバム。通算5作目。
「『ローリング・ストーン』誌が選ぶオールタイム・ベストアルバム500」において、374位にランクイン。

## 解説
ブライアン・フェリーの共作者名には、前作と前々作に記載されたアンディ・マッケイとフィル・マンザネラの名前に加えて、エディ・ジョブソンの名前も見受けられる。前作と前々作同様に、ジョン・ガスタフソンがサポート・ベーシストとして参加した。
ジャケットに写っている女性モデルは、テキサス州出身で後に元ミック・ジャガー夫人になるジェリー・ホールである。
「恋はドラッグ」と「ボス・エンズ・バーニング」がシングル・カットされた。前者は全英2位、全米30位の大ヒットとなった。
ロキシー・ミュージックは本作発表後に行なったイギリス、ヨーロッパ、アメリカでのツアーが終了した後、1976年6月末に解散した。

## 収録曲
特記なき楽曲はブライアン・フェリー作。
1. 「恋はドラッグ」 - "Love is the Drug" (フェリー、アンディ・マッケイ)
2. 「エンド・オブ・ザ・ライン」 - "End of the Line"
3. 「センティメンタル・フール」 - "Sentimental Fool" (フェリー、マッケイ)
4. 「ワールウィンド」 - "Whirlwind" (フェリー、フィル・マンザネラ)
5. 「シー・セルズ」 - "She Sells" (フェリー、エディ・ジョブソン)
6. 「クッド・イット・ハップン・トゥ・ミー」 - "Could it Happen to Me?"
7. 「ボス・エンズ・バーニング」 - "Both Ends Burning"
8. 「ナイチンゲール」 - "Nightingale" (フェリー、マンザネラ)
9. 「ジャスト・アナザー・ハイ」 - "Just Another High"

## 参加メンバー
ロキシー・ミュージック
- ブライアン・フェリー – ボーカル、キーボード、ハーモニカ
- アンディ・マッケイ – オーボエ、サクソフォーン
- フィル・マンザネラ – ギター
- ポール・トンプソン – ドラム
- エディ・ジョブソン - ヴァイオリン、シンセサイザー、キーボード
- ジョン・ガスタフソン[注釈 3]Template:Ndadh}ベース

スタッフ
- スティーヴ・ナイ – レコーディング・エンジニア
- ロス・カラム – アシスタント・エンジニア
- マイケル・セラーズ – アシスタント・エンジニア
- ボブ・ラドウィック – リマスタリング・エンジニア (1999年)
- ロンドン・AIRスタジオにて1975年に録音